# Данченко, Татьяна Николаевна
Татьяна Николаевна Данченко (8 декабря 1927, Ленинград, СССР — 30 ноября 1999, Санкт-Петербург, РФ) — советский и российский библиографовед, библиотековед и библиотечный деятель.

## Биография
В 1945 году поступила на филологический факультет ЛГУ, которая она окончила в 1950 году. В 1951 году устроилась на работу в БАН и проработала там до самой смерти. В 1970-х годах заведовала созданием автоматизированной системы с целью оптимизации работы библиотеки.

## Научные работы
Основные научные работы посвящены проблемам сводных каталогов и разработкам автоматизированных БД путём внедрения в работу ЭВМ. Автор свыше 100 научных работ, монографий, научных статей, методических материалов, рецензий, а также книг по библиотековедению.